# 萨瓦内特
萨瓦内特（法語：Savanette，發音：[savanɛt]）是海地中央省拉斯卡奥巴斯区的市镇，总面积174.83平方千米，2015年人口36200。